# مسرحنا (مجلة)
مسرحنا مجلة اسبوعية مصرية متخصصة في المسرح تصدر عن الهيئة العامة لقصور الثقافة التابعة لوزارة الثقافة المصرية، تغطي كل ما يتعلق حول الحركة والثقافة المسرحية في مصر والوطن العربي والمشهد الدولي.

## وصلات خارجية
- الموقع الرسمي لجريدة مسرحنا